# Objekt–subjekt–verb-språk
Ett objekt–subjekt–verb-språk (OSV-språk) är inom lingvistiken ett språk som har en grundordföljd där objektet (O) står först i satser, följt av subjektet (S) och sedan (predikats-)verbet (V).
Cirka 0,4 % av jordens språk är OSV-språk. Svenska är ett SVO-språk, men om det vore ett OSV-språk skulle meningen ”jag gillar dig” bli ”dig jag gillar”. Exempel på OSV-språk är det sydamerikanska språket jamamadi, samt brittiskt teckenspråk. Figuren Yoda i Star Wars talar engelska med OSV-ordföljd.